# Alexa Szvitacs
Alexa Szvitacs (Debrecen, 1 de agosto de 1990) es una deportista húngara que compite en tenis de mesa adaptado. Ganó dos medallas en los Juegos Paralímpicos de Verano, bronce en Tokio 2020 y bronce en París 2024.

## Palmarés internacional
| Juegos Paralímpicos | Juegos Paralímpicos | Juegos Paralímpicos | Juegos Paralímpicos |
| Año                 | Lugar               | Medalla             | Prueba              |
| ------------------- | ------------------- | ------------------- | ------------------- |
| 2020                | Tokio (Japón)       | Medalla de bronce   | Individual 9        |
| 2024                | París (Francia)     | Medalla de bronce   | Individual WS9      |